# Hoffmannia decurrens
Hoffmannia decurrens är en måreväxtart som beskrevs av Paul Carpenter Standley. Hoffmannia decurrens ingår i släktet Hoffmannia och familjen måreväxter.
Artens utbredningsområde är Costa Rica. Inga underarter finns listade i Catalogue of Life.